# Tweede Kamerverkiezingen 2021/Kandidatenlijst/OPRECHT
Dit is de kandidatenlijst voor de Tweede Kamerverkiezingen van 2021 van OPRECHT die op 5 februari 2021 is goedgekeurd door de Kiesraad.

## De lijst
1. Michael Ruperti, Ede - 1.983 stemmen
2. Dirk Jan Keijser, Voorburg - 92
3. Dannij van der Sluijs, Uitgeest - 124
4. José Imlabla, Apeldoorn - 1.538
5. Robert van den Bout, Ridderkerk - 339
6. Jan Nieboer, Tweede Exloërmond - 201
7. Peter van Welij, Maarsbergen - 25
8. Ferdinand van de Zande, Oostvoorne - 24
9. Robert Brunke, Vlissingen - 38
10. Alexander Stienstra, Amsterdam - 35
11. Vinesh Khoenkhoen, Pijnacker - 179
12. Nicole Martens, Houten - 162
13. Richard Zijlstra, Wommels - 15
14. Jan Rhebergen, Zoetermeer - 33
15. Erik Verbrugh, Woerden - 11
16. Maurice Vissers, Breda - 571
17. Robert van Gemeren, Hendrik-Ido-Ambacht - 79

VVD · PVV · CDA · D66 · GroenLinks · SP · PvdA · ChristenUnie · Partij voor de Dieren · 50PLUS · SGP · DENK · FVD · BIJ1 · JA21 · Code Oranje · Volt · NIDA · Piratenpartij · LP · JONG · Splinter · BBB · NLBeter · LHK · OPRECHT · JEZUS LEEFT · TROTS · UCF · Lijst 30 · PvdE · DFP · VSN · WZNL · Modern Nederland · De Groenen · PvdR